# Wolfgang Ullrich (Motorsportfunktionär)

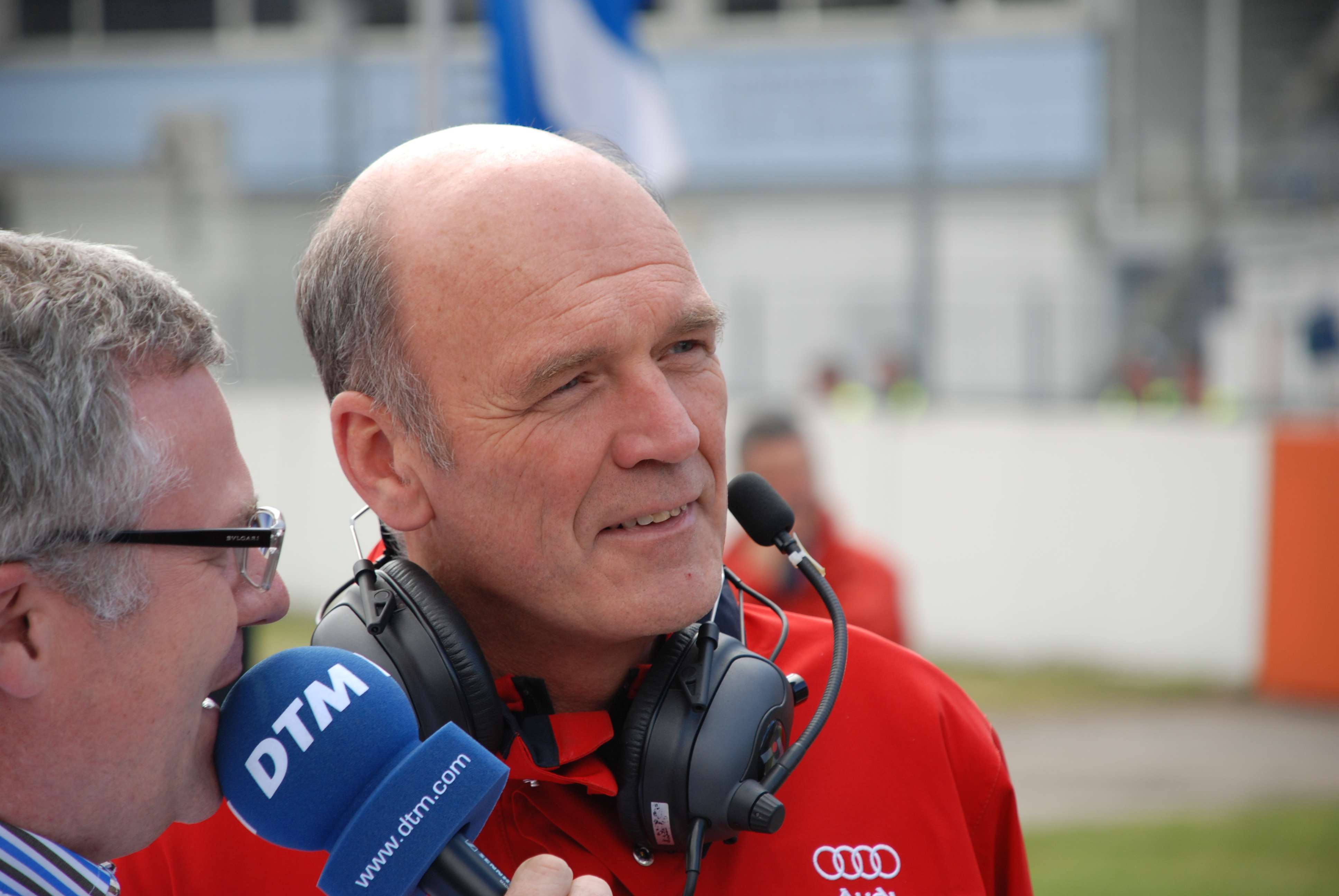
Wolfgang Ullrich 2008 in Hockenheim

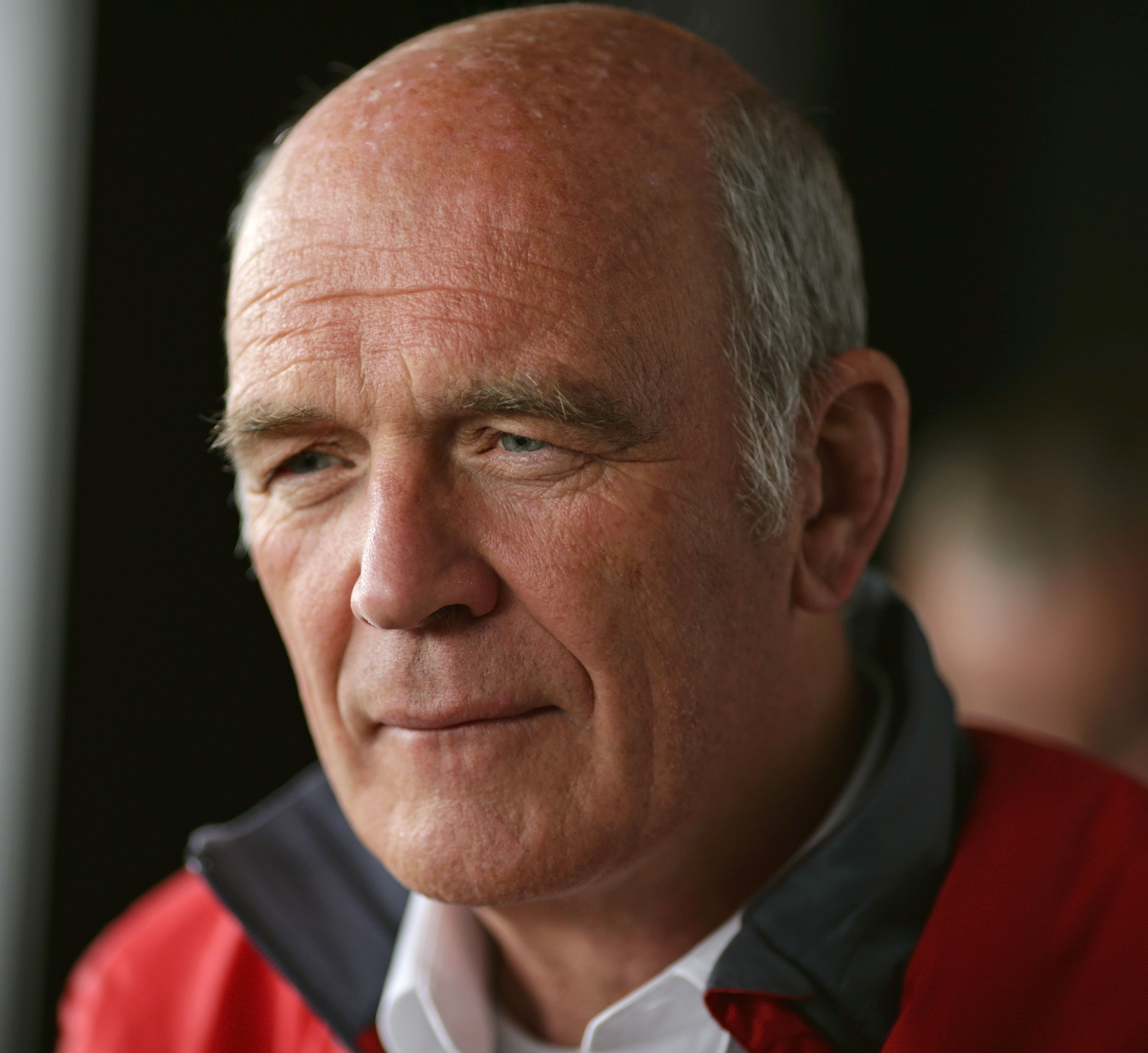
Wolfgang Ullrich 2015

Wolfgang Ullrich (* 27. August 1950 in Wien, Österreich) ist ein österreichischer Ingenieur, ehemaliger Direktor bei Audi Sport und Berater beim ACO.

## Ausbildung
Er studierte nach seiner Matura in Wien Fahrzeugtechnik. Danach war er in verschiedenen Unternehmen der Automobilindustrie im Bereich der Forschung und Entwicklung tätig. Ullrich ist Doktor der technischen Wissenschaften.

## Sport-Chef bei Audi
1993 wurde Ullrich der Leiter der Abteilung für Sport- und Sonderentwicklungen von Audi. In dieser Funktion ist er verantwortlich für viele verschiedene Projekte von Audi Sport, so u. a. für den Audi A4 Supertouring, die Le-Mans-Prototypen Audi R18, den Audi RS5 DTM und die Entwicklung des Diesel-Hybridmotors. Ab 2009 war er zuständig für den Auf- und Ausbau des Kundensports mit dem Audi R8 LMS.
Im August 2015 wies er beim DTM-Rennen auf dem Red Bull Ring Timo Scheider in der letzten Runde über Funk an, den Meisterschaftsführenden Mercedes-Piloten Pascal Wehrlein von der Strecke zu schieben. Scheider befolgte diese Anweisung. Ullrich wurde daraufhin für den Rest der Saison der Zutritt zur Boxengasse und der aktive Zugriff auf den Boxenfunk verwehrt, Scheider wurde für zwei Rennen gesperrt. Außerdem erhielt Audi eine Geldstrafe in Höhe von 200.000 Euro und Punktabzüge.
Zum 1. Januar 2017 übergab der bisherige Audi-Motorsportchef Wolfgang Ullrich nach 23 Jahren das Amt an seinen Nachfolger Dieter Gass. Ullrich selbst blieb Audi bis Ende 2017 in beratender Funktion erhalten.

## Berater beim ACO
Nach dem Ende als Sport-Chef bei Audi ist er seit 2018 als Berater für den Ausrichter der 24 Stunden von Le Mans, den französischen Automobile Club de l’Ouest (ACO), tätig. In der für ihn neu geschaffenen Position wirkt er bei der weiteren Ausrichtung des Langstrecken-Sports rund um das 24-Stunden-Rennen von Le Mans und der FIA-Langstrecken-Weltmeisterschaft mit und unterstützt mit seiner Erfahrung in Sport, Marketing und Technik.

## Privates
Wolfgang Ullrich ist Großvater, war zweimal verheiratet und ist Vater einer Tochter und eines Sohnes. Er lebt in Hainburg an der Donau.